# مدرسة السير ونستون تشرشل الثانوية (فانكوفر)
مدرسة السير ونستون تشرشل الثانوية (بالإنجليزية: Sir Winston Churchill Secondary School)‏ هي مدرسة ثانوية عامة تقع في فانكوفر، كولومبيا البريطانية. تعد مدرسة تشرشل الثانوية واحدة من مدرستين عالميتين للبكالوريا (إلى جانب مدرسة بريتانيا الثانوية)، وواحدة من ثلاث مدارس غمر فرنسية في فانكوفر. سميت على اسم رئيس وزراء المملكة المتحدة السابق، ونستون تشرشل. 
تعتمد تشرشل من قبل المدارس الابتدائية المحيطة بها في منطقة تجمع المياه، ومن بينها مدرسة سير ويلفريد لورير الابتدائية، ومدرسة الدكتورة آني ب. جاميسون الابتدائية، ومدرسة سير ويليام أوسلر الابتدائية، ومدرسة جي دبليو سكسيسميث الابتدائية، ومدرسة ديفيد لويد جورج الابتدائية. على الرغم من عدم وجودها في منطقة تشرشل في مستجمعات المياه، تتغذى مدرسة إيكول بيلينغ وليكول كويلشينا ومدرسة السير جيمس دوجلاس الابتدائية في برنامج الغمر الفرنسي. 

## برامج خاصة

### برنامج البكالوريا الدولية
تقدم تشرشل الثانوية برنامج البكالوريا الدولية الذي يجذب العديد من الطلاب من المنطقة التعليمية للتقديم. تقدم المدرسة أيضًا برنامج شهادة البكالوريا الدولية، والذي يسمح للطلاب في المناهج الدراسية في مقاطعة كولومبيا البريطانية العادية بالمشاركة في دورات البكالوريا الدولية. هذا الخيار مفتوح فقط عندما يكون هناك شاغر في هذه الفئة بالذات. تشمل دورات البكالوريا الدولية الإنجليزية والفرنسية واليابانية والماندرين والفيزياء والكيمياء والبيولوجيا والجغرافيا والتاريخ والفن وعلم النفس ودراسات الأفلام والمسرح والرياضيات ونظرية المعرفة. قد يختار طلاب غمر اللغة الفرنسية الذين يلتحقون ببرنامج البكالوريا الدولية الحصول على دورة لغة فرنسية أكثر تقدمًا، مما يسمح لهم بالحصول على دبلومة دوجوود الفرنسية قبل الميلاد ودبلوم البكالوريا الدولية بلغتين في وقت واحد. 
تعقد جلسات إعلامية كل عام للدخول إلى البرنامج الذي يتطلب طلبًا مكتوبًا وسجل أداء أكاديمي سابق واختبارًا موحدًا بسات ومقابلة. 
كجزء من قلوبال فاميلي - وهو مشروع يختار فيه طلاب البكالوريا الدّوليّة من دولة نامية لتثقيف الآخرين - يستضيف الطلاب يوم التوعية العالمي الذي أقاموا فيه عروضاً في وسط مدينة فانكوفر لتعليم الجمهور عن البلد الذي يختارونه. يمكن للطلاب أيضًا المشاركة كأعضاء في مجلس البكالوريا الدولية أو كمدير للآي بي. 
يعد البرنامج الطلاب للدراسات ما بعد الثانوية، مع إمكانية الحصول على ائتمان ما بعد الثانوي للدورات القابلة للتحويل، ويذهب العديد من خريجي تشرشل في البكالوريا الدولية للدراسة في جامعة كولومبيا البريطانية. 

## معرض العلوم
يقام معرض سنوي للمدرسة العلمية في تشرشل الثانوية، ويختار عشرين مشروعًا لتمثيل المدرسة في معرض مقاطعة فانكوفر للعلوم. ينتقل الفائزون هناك إلى معرض العلوم في فانكوفر الكبرى، ثم إلى معرض العلوم على مستوى كندا. 

## الألعاب الرياضية
تقدم كرة الطائرة، وكرة قدم للأولاد، هوكي ميداني، وعبر البلاد في الخريف، بينما فرق كرة السلة وهوكي الجليد وتنس الطاولة وكرة القدم والرجبي والمسار والميدان وتنس الريشة والتنس والجولف وكرة اللينة للفتيات.  تقسم الفرق حسب الفئة العمرية: بانتام (الصف الثامن)، الأحداث (الصف التاسع)، الصغار (الصف 10)، والكبار (الصفوف 11 و 12). 

### هوكي الميدان
لدى تشرشل فريق من لعبة الهوكي في حقل سينيور أيه وبي، والذي يمارس في الحقل العلوي للحرم الجامعي. في عام 2012م كان تشرشل سنيور أيه مهزومًا تقريبًا في الموسم العادي باستثناء خسارة 1-0 أمام ريتشموند مكماث. بينما فازوا ببطولة مدينة فانكوفر في ذلك العام. كان تشرشل سنيور أيه فائزا باستمرار في مقاطعات بي سي أي أي جيرلز فيلد هوكي،  ومع ذلك - في موسم 2013م - خسر المقعد أمام منافسيه ايريك هامبر قريفنس. 

### السباحة
تضم المدرسة منذ عام 2015م فريقًا للسباحة يتنافس على مستوى المدينة، ويشارك في بطولة مقاطعة كولومبيا البريطانية. 

## نشاطات خارجية
السير وينستون تشرشل منافس في ريتش فور توب، وفاز ببطولة المقاطعات في الأعوام 2008م و2009م و2010م. شارك طلاب تشرشل في معارض العلوم المحلية. تشمل الأندية في المدرسة دعم مختلف مجموعات المناصرة والاهتمامات، بما في ذلك فريق النقاش، مثل أندية فري تشيلدرن، ورؤية العالم، واليونيسيف، ومنظمة العفو الدولية. تستضيف المدرسة أيضًا العديد من المنشورات التي يديرها الطلاب. في عام 2010م حصل تشرشل على المركز الثاني في مدرسة فانكوفر صن رن بمشاركة 721 مشاركًا. يستضيف موقع تشرشل المدار من قبل الطلاب مسابقة تشرشل الموسيقية للموسيقى المدعومة من خلال التصويت عبر الإنترنت وتصوير الفيديو الخاص بالمدرسة. 

### الاستدامة
يوجد في تشرشل العديد من مجموعات طلاب الاستدامة، حيث يعتبر نادي البيئة  ونادي شباب 4 تابعين الأكثر شهرة. نادي شباب 4 تاب ينجح في حظر بيع زجاجات المياه البلاستيكية في الحرم الجامعي. يوجد أيضًا نادي لإعادة التدوير والسماد. تقدم المدرسة أيضًا دورة للإشراف البيئي لطلاب الصف العاشر، والتي تطور مشاريع الاستدامة وتميل إلى حديقة الخضروات بالمدرسة. 

## خريجون بارزون
- أنجيلا تشانغ، مغنية وممثلة في تايوان
- شون دو، ممثل صيني بارز لأدائه في "شجرة الزعرور"
- تيلا فليكسمان، لاعبة الهوكي الميدانية
- مايك هاركورت، رئيس الوزراء السابق لكولومبيا البريطانية
- جريجوري هنريكيز، المهندس المعماري
- كيد كوالا، القرص الدوار
- براد سوايل، ممثل صوت في سلسلة أفلام جاندام
- كريس وو، الممثل والمغني الصيني الكندي وعضو سابق في مجموعة كي بوب إكسو.
- إدي بينغ، ممثل تايواني كندي، مغني، وموديل.
- جون شورثوس، مذيع فانكوفر كانوكس.

## روابط خارجية
- الموقع الرسمي
- مدرسة مصغرة مثالية